# 니시네촌 (야마가타현 니시무라야마군)
니시네촌(西根村)은 야마가타현 니시무라야마군에 있던 촌이다.

## 연혁
- 1889년 월 1일 -정촌제 시행에 수반해 니시무라야마군 2촌이 합병해 니시네촌이 성립하였다.
- 1954년 8월 1일 - 사가에 정, 시바하시 촌, 다카마쓰 촌, 다이고 촌과 합병, 시로 승격해 사가에시가 되어 소멸하였다

## 참고문헌
- 『市町村名変遷辞典』東京堂出版、1990年。